# Johann Christoph Lorber

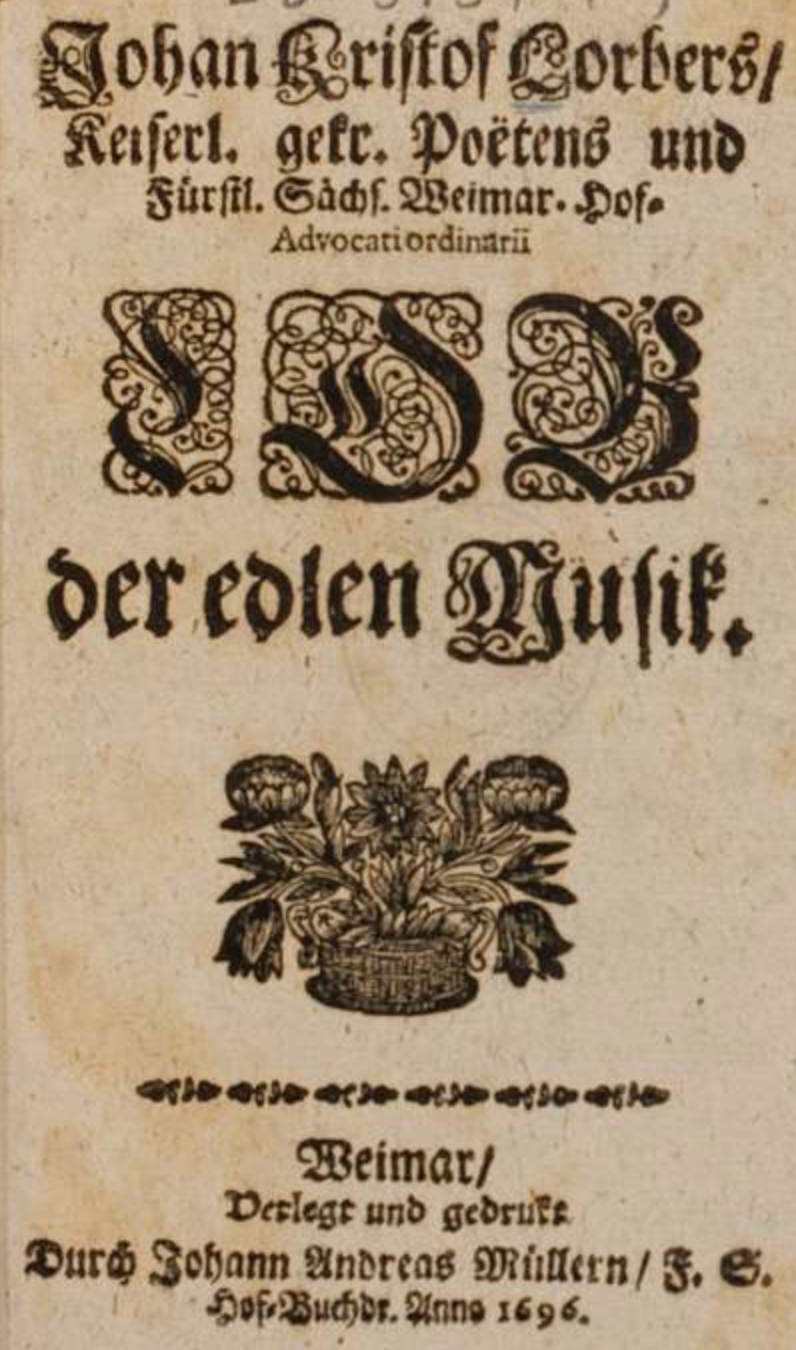
Titelseite des Buches "Lob der edlen Musik" von Johann Christoph Lorber (1696)

Johann Christoph Lorber (auch Johan Kristof bzw. Lorbeer oder Lorberr) (* 19. April 1645 in Weimar; † 16. April 1722 ebenda) war Jurist, Schriftsteller, Hofadvokat und kaiserlich gekrönter Poet in Weimar.

## Leben
Lorber war Angehöriger einer weit verzweigten Familie. Er erhielt seine Ausbildung beim Weimarer Kantor Stephan Burckhard. Danach wurde er zum herzoglichen Hofdichter und Hofjurist in Weimar ernannt. Er war auch Stadtsyndicus zu Arnstadt.
In den Jahren 1674 bis 1681 reiste Lorber nach Ostindien.
Im Jahre 1688 wurde er als Ulysses (lateinisch für Odysseus) in den Pegnesischen Blumenorden (Blume: Meer-Hirse) aufgenommen. Mit seiner Grammatik der Malaischen Sprache (Grammatica malaica), die er im gleichen Jahr publizierte, wurde wohl erstmals in Deutschland auf diesem Sprachgebiet etwas veröffentlicht.
Im Jahre 1696 veröffentlichte er das Lob der edlen Music. Als er daraufhin von Gottfried Vockerodt mit dem Werk De falsa mentium intemperatarum medicina kritisiert wurde, gab er die Vertheidigung der edlen Music, wider einen angemassten Music-Verächter aussgefertiget heraus, die sich ebenso wie die Erwiderung Ursus murmurat vom Weißenfelser Konzertmeister und Bibliothekar Johann Beer gegen Vockerodt richtete. Mit Beer muss Lorber auch in Kontakt gestanden haben, da Lorber die Vorrede zu seinem posthum 1701 veröffentlichten Bellum musicum, oder, Musicalischer Krieg schrieb.
Mit Salomo Franck verband Lorber eine Freundschaft, er nannte ihn den gelehrten Franck. Auch stand Lorber in Kontakt mit Kaspar Ernst Stieler (1664–1721), dem Sohn von Kaspar von Stieler.

## Werk
- Die ädle Jägerei. Welche Dem ... Herrn Johann Ernsten Hertzoge zu Sachsen / Jülich / Kleve und Berg ... Poetisch fürstellig gemacht und übereignet ... / gehorsamster Diener Johann Kristoff Lorber. D.R.B. Weimar 1670.
- Sonnenstrahlen der Wahrheit dem SchattenRisse der Welt entgegen gestellet. Oehrling, Frankfurt a. M. 1684.
- Ungehemmter Niederschlag von den Soñenstrahlen der Wahrheit : gegen den durch des Herrn Spaten ältesten Sohn zu Vertähdigung des Schatten- Risses der Welt auszgebreiteten Sonnen- Schirm kräftig zurükprallend nach seiner Würkung. Müller, Weimar 1685.
- Bismillarrahhmannirrahhimi : Grammatica malaica, tradens præcepta brevia idiomatis lingvæ in India orientali celeberrimæ ab indigenis dictæ malayo, succincte delineata Labore Johannis Christophori Lorberi, Poet. Laur. Caes. Illustriss. Regim. Sax. Vin. Advoc. Extr. Müller, Weimar 1688.
- Provido Dei Numine & Munificentissima indulgentia Serenissimi Principis Ac Domini Dn. Guilielmi Ernesti, Principis Saxoniae, Iuliaci, Cliviae ac Montium ... Viro ... Dn. Johanni Clessenio Coetus ... ad D. Petri & Pauli Diacono fidelissimo Cum Virgine ... Johanna Dn. Caspari Binderi ... Filia ex altero matrimonio unica ... MDCXCVI. Weimariae celebranti ... acclamat Johannes Christophorus Lorber, Poet. Laur. Caes. ... Regim. Saxo-Weimar. Advocatus ordinarius. Müller, Weimar 1696.
- Johann Kristof Lorbers Lob der edlen Musik. Weimar 1697.
- Johan Kristof Lorbers Verteidigung der edlen Musik: wieder einen angemaßten Musik-Verächter außgefertiget. Weimar 1697.
- Johann Beer: Bellum musicum, oder, Musicalischer Krieg : in welchem umbständlich erzehlet wird wie die Königin Compositio nebst ihrer Tochter Harmonia mit denen Hümpern und Stümpern zerfallen und nach beyderseits ergriffinen Waffen zwey blutige Haupt-Treffen sambt der Belagerung der Vestung Systema unfern der Invention-See vorgegangen auch wie solcher Krieg endlich gestillet und der Friede mit gewissen Grund-Reguln befestiget worden, 1701 (Vorrede von Lorber)
- Die aufgewachsene Zedern des hoch-wohlgebohrnen Herrn, Herrn Niklas Christofs, des Heil. Röm. Reichs Freyherrn von Lynker ... Lindner, Jena 1707.
- Evangelische jährliche Sonn- und Fest-tägliche Reim-Dispositiones und Abtheilungen : in reinen deutschen Verßlein ... aus langjährigen Concepten herausgezogen und ... zum Drucke befördert und vorgestellt. / von Ernesto Stockmannen. Teutscher, Alstädt 1710. (Vorrede von Lorber)
- Salomo Franckens ... Geist- und Weltlichen Poesien. Bielcken, Jena 1711. (Vorrede von Lorber)